# Крупа (осадки)

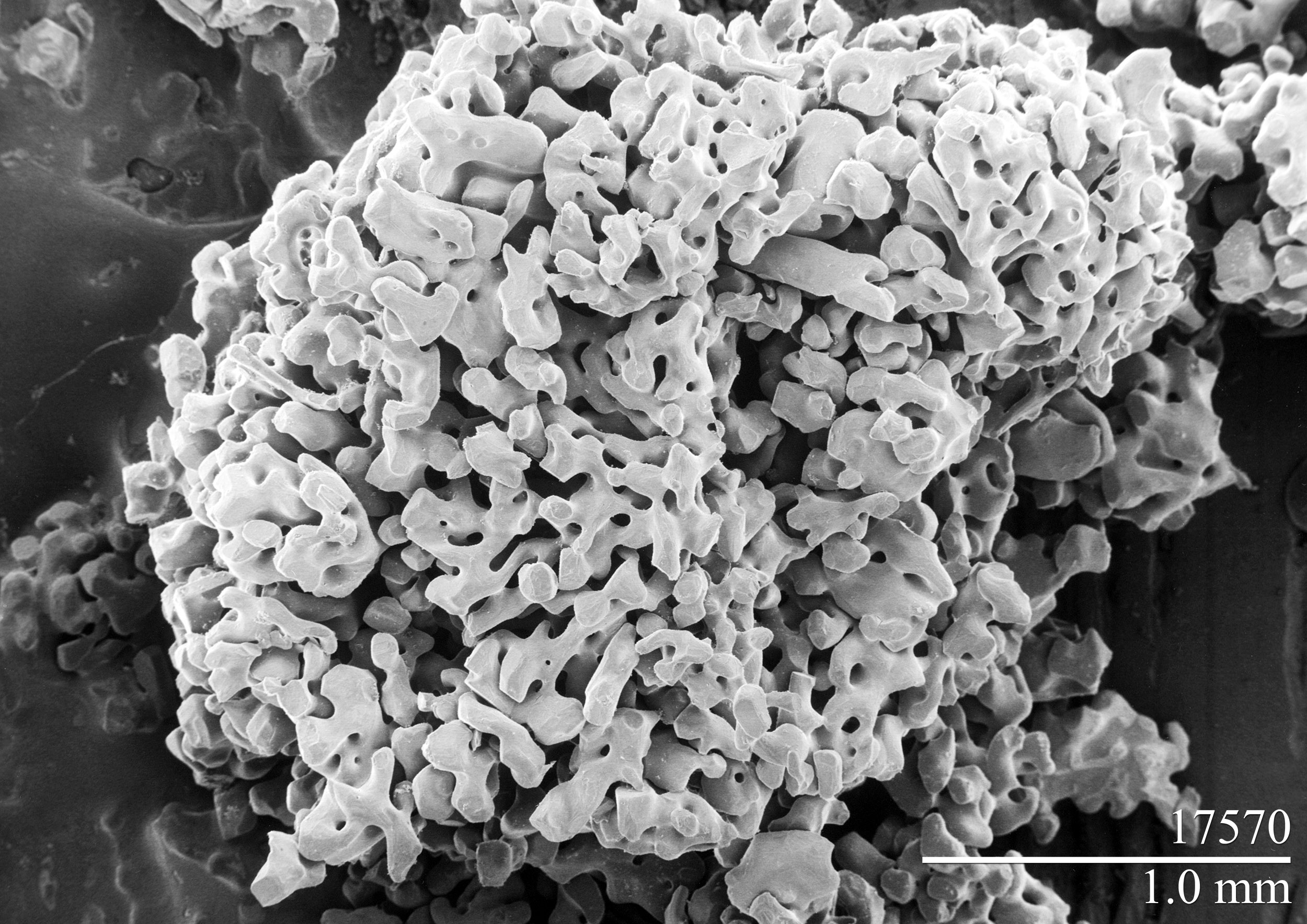
Под электронным микроскопом

Крупа́ — атмосферные осадки в виде непрозрачных крупинок белого цвета диаметром от 2 до 5 мм . Выпадает при температуре воздуха около 0 °C, часто одновременно со снегом. Крупа чаще всего выпадает ранней весной и поздней осенью при неустойчивой погоде.

## Виды круп
Различают снежную крупу — снегоподобные белые ядра и ледяную — частички плотного льда.

### Снежная крупа
Снежная крупа образуется, когда снежинки из верхней части облака попадают в нижележащий облачный слой, состоящий из мельчайших переохлаждённых капель. Частички снежной крупы отличаются от снежинок отсутствием различимой кристаллической основы.

### Ледяная крупа

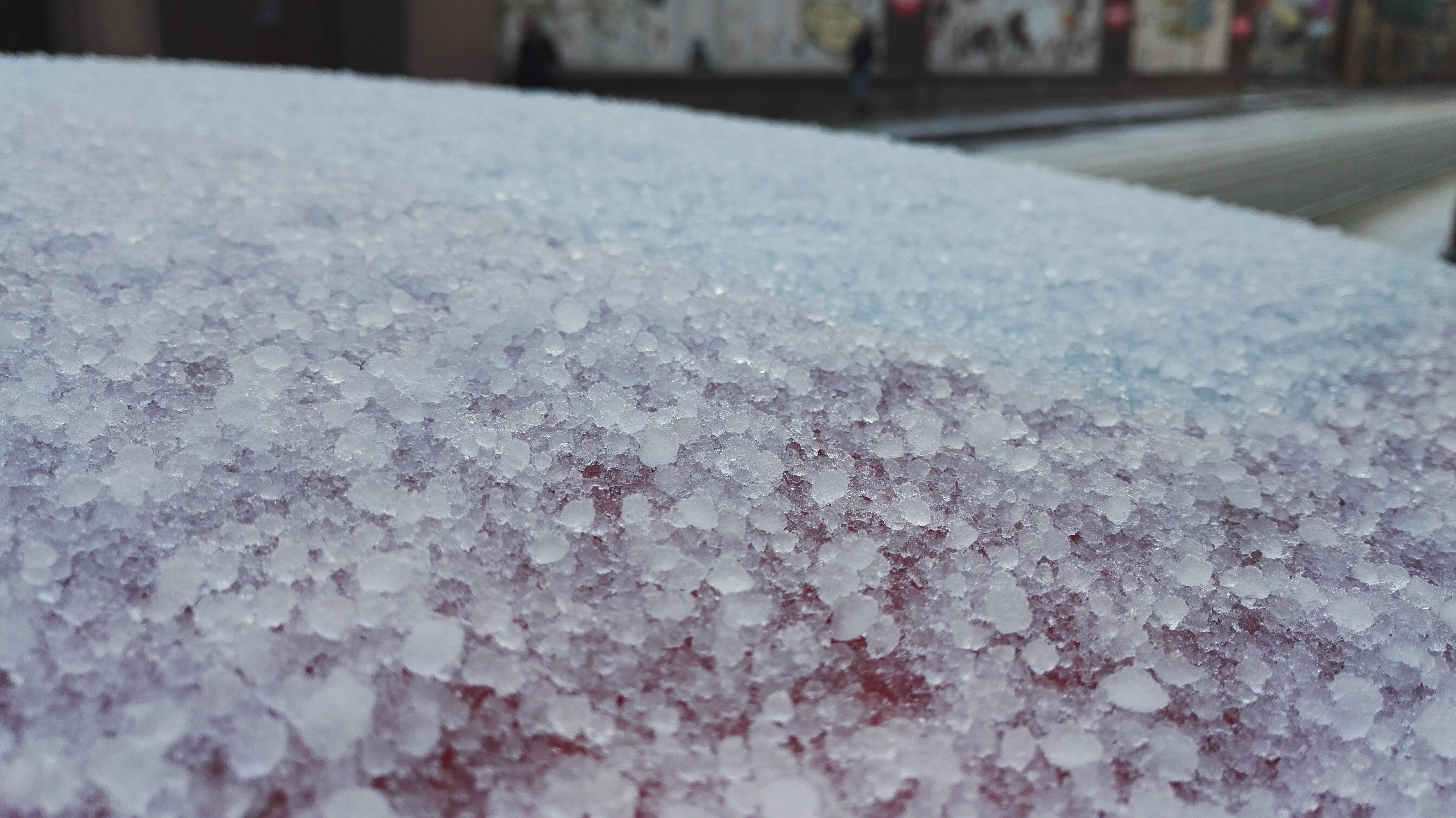
Подмёрзшая вчерашняя крупа на утро в Риге 5 декабря

Ледяная крупа — крупинки, прозрачные у поверхности и имеющие небольшое белое ядро — образуются при столкновении снежной крупы с более крупными переохлаждёнными каплями в слое облака, расположенном ещё ниже.